# San Andrés Golf
San Andrés Golf o simplemente San Andrés es una urbanización y localidad perteneciente al municipio de Chiclana de la Frontera (Cádiz).

## Descripción
San Andrés está ubicado en la localidad, casi en la división entre Conil y Chiclana. allí suelen habitar especialmente extranjeros, además suele ser una urbanización no muy extensa. La carretera principal es la N340, la cual va desde San Andrés Golf a Chiclana de la Frontera. también esta la avenida de Luxemburgo y la de la Gran Bretaña que son una de las principales vías de la urbanización. En la Localidad no hay ningún monumento histórico, ni estatua, solo las letras de la entrada que pone el nombre de la localidad en color blanco. 
Allí esta el club de golf campano, ubicado en la avenida de Luxemburgo, en la parte norte de la urbanización.

## Servicio

### Transporte
En San Andrés Golf se encuentran 3 líneas de Autobuses:
| Línea | Trayecto        |
| ----- | --------------- |
| 1     | San Andrés Golf |
| 2     | Avd. Irlanda    |
| 3     | Casas Andaluzas |